# 울스테인비크

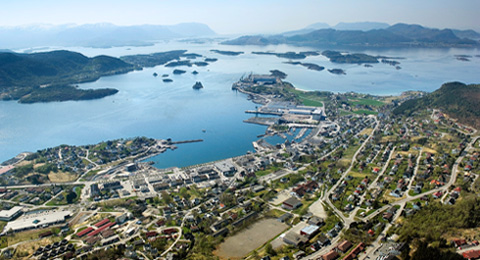
울스테인비크

울스테인비크(노르웨이어: Ulsteinvik)는 노르웨이 뫼레오그롬스달주의 도시로 면적은 4.26km2, 높이는 5m, 인구는 6,201명(2014년 기준), 인구 밀도는 1,456명/km2이다. 행정 구역상으로는 울스테인 시에 속한다. 올레순에서 남서쪽으로 약 23km 정도 떨어진 곳에 위치한다.